# Masacre de Mondoñedo
La masacre de Mondoñedo tuvo lugar en la hacienda El Fute, en una zona conocida como el Alto de Mondoñedo, una vía que une a Soacha y Mosquera, municipios del departamento de Cundinamarca y aledaños a Bogotá, Colombia.
El hecho se llevó a cabo los días 6 y 7 de septiembre de 1996, dejando como víctimas mortales, a 6 estudiantes de la Universidad Distrital Francisco José de Caldas de Bogotá: Jénner Mora, Vladimir Zambrano, Juan Palacios, Arquímedes Moreno, Federico Quesada y Martín Valdivieso. Los estudiantes, quienes en esa época eran militantes de las juventudes de la Unión Patriótica fueron señalados por exfuncionarios de la Dijin de haber sido parte de milicias urbanas de las FARC-EP y tener responsabilidad en ataques a una estación de la Policía Nacional en la localidad de Kennedy en Bogotá en 1995. En dichos episodios, tres uniformados perdieron la vida.

## Antecedentes
Según algunos familiares de las víctimas, las motivaciones de la masacre pudieron deberse, aunado al atentado en Kennedy, a incursiones guerrilleras con las cuales fueron asociados sus hijos, y que tuvieron lugar tan solo una semana antes de la masacre, exactamente el 30 de agosto de 1996, cuando se presentó la Toma de la base militar de Las Delicias (Putumayo) por las FARC-EP con un saldo de 28 soldados muertos y otros 60 secuestrados, todos de la misma base de Las Delicias.

## Desarrollo de los hechos
Los hechos que culminaron en la masacre de Mondoñedo, se empezaron a desarrollar una vez las cuatro víctimas acordaron encontrarse en un reconocido sector de la capital, con al ánimo de dialogar sobre su seguridad personal, por sospechar que estaban en la mira de la fuerza pública tras seguimientos de esta. La cita sin retorno a la que acudieron, culminó con el hallazgo de sus cuerpos sin vida, atados, con claras evidencias de tortura y tiros de gracia, el 7 de septiembre de 1996, luego de salir cada uno de sus hogares respectivos.
La masacre no terminó ahí. Tan sólo unas horas más tarde, otros dos estudiantes de la misma universidad también perdieron la vida: Federico Quesada y Martín Valdivieso, asesinados saliendo también de sus respectivas casas, y a quienes de igual forma relacionaban con una red urbana de las FARC-EP. Aunque la familia de Zambrano admitió que formaba parte de las milicias urbanas de la guerrilla, no se probó que llegara a tener participación con los mencionados ataques.

## Testigos
Pruebas claves para el proceso más los testimonios de Alfonso Mora León y William Nicolás Chitiva González quien fuera agente de la Dijin, también uno de los implicados e investigado por la masacre, aportaron a la Fiscalía testimonios claves para reabrir el proceso, que posteriormente se tradujo en sendas condenas a los responsables de la misma. William Chitiva ante el peligro que sintió se cerniría sobre él y su familia, solicitó protección hasta que se esclarecieran los hechos, petición que no surtió efecto, pues dos de sus hijos y él fueron asesinados en el año 2007 después de rendir testimonios. Estos crímenes a la fecha, continúan en la impunidad.

## Proceso judicial y condenas
Los seis asesinatos, primero cuatro y luego dos, fueron investigados como un mismo delito, por el cual recibieron 38 años de prisión como condena sin beneficios penales, el capitán Carlos Alberto Niño Flórez, así como Néstor Barrera Ortiz, Hernando Villalba Tovar, Filemón Fabara Zúñiga, Milton Mora Polanco y Pablo Salazar Piñeros, siendo suboficiales de la policía. Esto en agosto de 2017, más de dos décadas después de los acontecimientos. Previamente, el 31 de enero de 2003, los policías José Albeiro Carrillo Montiel, José Ignacio Pérez Díaz y Carlos Ferlein Alfonso Pineda habían sido condenados a 40 años de prisión, misma condena recibida por el mayor Héctor Édisson Castro, pero en diciembre de 2013.
Este caso fue llevado a la Jurisdicción Especial para la Paz en 2018. La abogada de las víctimas ha denunciado amenazas en su contra en 2024.
Se ha investigado la posible relación de las víctimas de la masacre y el asesinato de Álvaro Gómez Hurtado unos meses antes.